# Robert Goldsborough

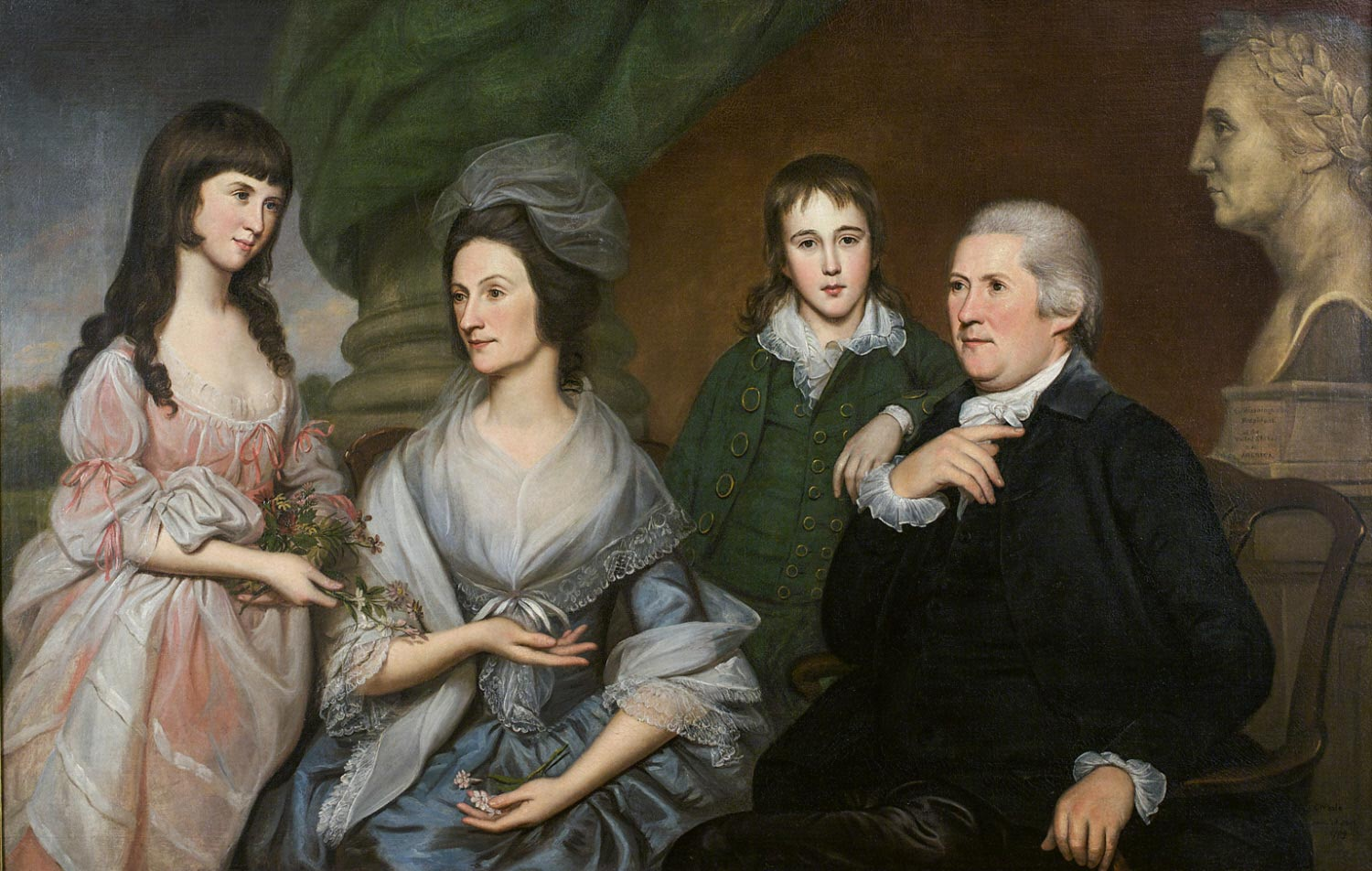
Familienporträt - Robert Goldsborough (rechts) mit Familie (1789)

Robert Goldsborough (* 3. Dezember 1733 bei Cambridge, Dorchester County, Province of Maryland; † 22. Dezember 1788 ebenda) war ein US-amerikanischer Politiker. Zwischen 1774 und 1776 war er Delegierter für Maryland im Kontinentalkongress.

## Werdegang
Robert Goldsborough war der Sohn eines Großgrundbesitzers. Das Gebiet seines Vaters umfasste etwa 40 km². Er wurde auf dem Familiensitz Horns Point nahe Cambridge geboren und erhielt eine akademische Ausbildung. Nach einem anschließenden Jurastudium am Inner Temple in London und seiner 1754 erfolgten Zulassung als Rechtsanwalt begann er dort in seinem Beruf zu arbeiten. Im Jahr 1759 kehrte er nach Amerika zurück, wo er für kurze Zeit am Philadelphia College, der heutigen University of Pennsylvania, studierte. Anschließend praktizierte er in Cambridge als Rechtsanwalt.
Zwischen 1761 und 1765 war Goldsborough als High Sheriff auch Polizeichef im Dorchester County. Im Jahr 1765 saß er im kolonialen Abgeordnetenhaus von Maryland. Ein Jahr später war er als Attorney General Generalstaatsanwalt der Kolonie Maryland. In den 1770er Jahren schloss er sich der Revolutionsbewegung an. Zwischen 1774 und 1776 vertrat er Maryland im Kontinentalkongress und 1776 gehörte er auch dem Sicherheitskomitee von Maryland sowie der Convention of the Province of Maryland an. Er war auch an der Ausarbeitung der Verfassung des zukünftigen Staates Maryland beteiligt. Im Jahr 1777 wurde er in den Senat von Maryland gewählt. Danach zog er sich auf seinen Landsitz Horns Point bei Cambridge zurück, wo er am 22. Dezember 1788 verstarb. Sein Ur-Ur-Urenkel Thomas Alan Goldsborough (1877–1951) saß zwischen 1921 und 1939 im Repräsentantenhaus der Vereinigten Staaten.